# Helmondsche Courant
De Helmondsche Courant is een krantentitel van een plaatselijk uitgegeven krant die twee keer is gebruikt. Voor het eerst verscheen deze in minder dan een kalenderjaar, 1880, een tweede uitgave hield het langer vol: van 1945 tot 1964.
De eerste uitgave verscheen op 24 januari 1880 in de Nederlandse stad Helmond en was een uitgave van de plaatselijke drukker en uitgever Aug. Pellemans. Ze werd na tien maanden voortgezet onder de titel Het nieuws van de week: volks- en advertentieblad voor stad en land: "Helmondsche courant". De krant berichtte in haar beginjaren uitgebreid over de moord op Netje Breijnaerts door Henri van Aalen in 1881. Redactioneel uitgangspunt: 'Het is de godsdienst en de godsdienst alleen die de mensch tot zijne ware zedelijke grootheid brengt'. Vanaf 22 jan. 1882 verscheen het blad 2x per week. Vanaf 20 juni 1900 ging de uitgave over aan een plaatselijke notabele actief in katholiek-sociale kring, P.C.P. de Louw. Van 1 januari 1904 tot de opheffing 30 juni 1909 en verkoop aan de plaatselijke concurrent Zuidwillemsvaart (krant) was J. van Wel de verantwoordelijk hoofdredacteur.

## Herstart
De uitgave van de Zuidwillemsvaart (krant) werd na de bevrijding stopgezet vanwege het foute gedrag tijdens de Duitse bezetting van Nederland. De uitgever begon daarop per 3 april 1945 een nieuw dagblad onder de titel Helmondsche Courant, later gemoderniseerd tot Helmondse Courant. In januari 1964 ging de krant die toen een oplage van 17000 exemplaren had over aan Cebema.